# Araraquara
Araraquara – miasto brazylijskie leżące w stanie São Paulo. W roku 2006 obszar miasta liczący 1005.968 km² zamieszkiwało 199 657 ludzi.
Założone w 1817 roku miasto znajduje się 664 metry nad poziomem morza. Nazywane jest często domem słońca, gdyż w mieście najgoręcej robi się właśnie o zachodzie słońca.
W mieście rozwinął się przemysł spożywczy, włókienniczy oraz maszynowy.
W mieście ma siedzibę klub piłkarski Associação Ferroviária de Esportes.